# 7270 Punkin
7270 Punkin (1978 NY7) là một tiểu hành tinh nằm phía ngoài của vành đai chính được phát hiện ngày 7 tháng 7 năm 1978 bởi S. J. Bus ở Palomar.